# Deutsche Welle

Logo Deutsche Welle

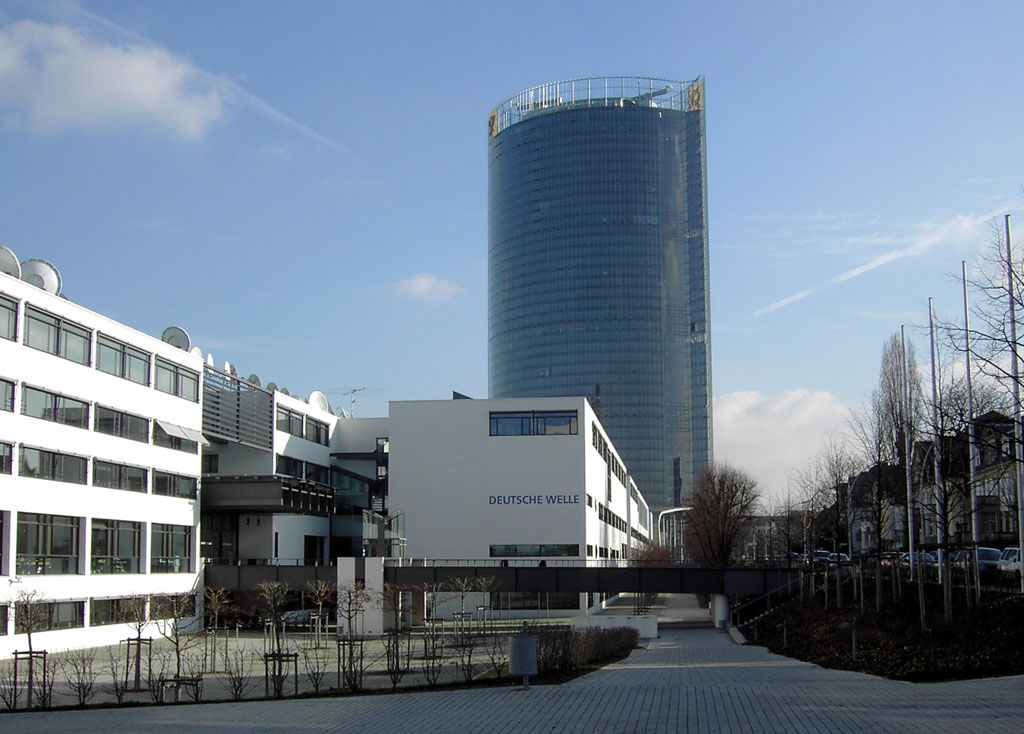
Budynek nadawczy stacji DW w Bonn (w tle centrala niemieckiej poczty)

Deutsche Welle (DW) – niemiecka stacja nadawcza z siedzibami w Bonn i Berlinie, która nadaje programy radiowe i telewizyjne w języku niemieckim, angielskim i innych. W internecie jest obecna w ponad 30 językach. DW jest członkiem Związku Niemieckich Nadawców Publicznych (ARD).
DW nadaje swoje audycje od 3 maja 1953. Do 2003 r. siedzibą stacji była Kolonia. W pięćdziesięciolecie powstania stacja przeniosła się do Bonn. Po reformie programowej w latach 2009–2012 DW zrezygnowała z większości audycji radiowych na korzyść internetu i telewizji. Programy telewizyjne DW produkowane są głównie w Berlinie. DW.de, internetowy serwis DW, powstaje zarówno w Berlinie, jak i Bonn, a treść serwisu dostępna jest w 30 językach, m.in. po polsku.
Prezesem DW jest od 2013 r. Peter Limbourg.

## Redakcja polska
Redakcja Polska istnieje od 1962. Oprócz serwisu internetowego Redakcja Polska DW we współpracy z TVP produkuje programy telewizyjne, m.in. cotygodniowy polsko-niemiecki magazyn telewizyjny „Europa z bliska” (dawniej „Eurosąsiedzi”, emisja w TVP Regionalna). Od 2009 r. redaktorem naczelnym sekcji polskiej jest Bartosz Dudek.

## Cenzura
28 października 2021 r. strona DW została zablokowana na Białorusi. W marcu 2022 roku białoruski sąd uznał kanał Telegramu „DW Białoruś” i logo Deutsche Welle za materiały ekstremistyczne. W kwietniu 2024 r. Ministerstwo Spraw Wewnętrznych Białorusi uznało DW Białoruś za ugrupowanie ekstremistyczne.
W marcu 2022 roku DW zostało uznane w Rosji za agenta zagranicy.